# ケントン・ヌアンタシン
ケントン・ヌアンタシン（ラーオ語: ເຄນທອງ ນວນທະສິງ、英語: Khenthong Nuanthasing、1955年1月 - ）は、ラオスの外交官。

## 来歴
ケントン・ヌアンタシンは、1955年1月に生まれる。1973年にラオス外交部に入省。1975年、ソ連のピャチゴルスク教育外国語学校（現、ピャチゴルスク州立言語大学）に入学し、同校にて修士を取得した。1981年に卒業後、ソ連第一課事務官を、翌年、駐ニューヨーク国際連合ラオス政府代表部三等書記官を務める。ラオス国際連合代表部にも、1997年から2001年のあいだ公使参事官として勤務した。1986年からはラオス外務省国際機構上級事務官に、1996年から1997年と2001年から2004年の4年間は、外務省ヨーロッパ・アメリカ部次官に就任する。1991年在アメリカ合衆国ラオス大使館事務官、1994年在オーストラリア、ニュージーランド特命全権大使などを歴任する。2009年に政府報道官を務めたのち、2012年2月にシートン・チッニョーティンに代わり日本駐在ラオス人民民主共和国特命全権大使に任命され、同年4月4日、皇居で天皇徳仁（当時は皇太子）に信任状を捧呈した。2016年7月まで駐日ラオス大使を務めた。

## 人物
- 母国語のラオス語以外に、タイ語・英語・ロシア語の合計4言語を修得している。
- 既婚者。